# Casa del Sometent
La Casa del Sometent és una obra de Palafrugell (Baix Empordà) protegida com a Bé Cultural d'Interès Local.

## Descripció
Casa de planta baixa i dues plantes pis, consta de dues crugies i tres façanes.
A la planta baixa hi ha portes emmarcades amb pedra ben tallada com les finestres dels dos pisos que tenen els ampits motllurats. A la façana del carrer Giralt i Subirós, al segon pis, hi ha una finestra amb arc conopial decorada amb arabesc calat gòtico-renaixentista que està tapiada al costat n'hi ha un altre d'arc conopial simple. Els baixos estan coberts per voltes i els pisos tenen bigues.
La construcció és de pedra desbastada lligada amb morter, a les cantonades hi ha carreus. En els murs es veu diferencies en l'aparell constructiu que indiquen ampliacions i refeccions d'èpoques diferents.
La façana principal dona al carrer de la plaça de l'Església. Antigament estava coronada per un rellotge de sol que tenia un cap humà de terracuita per la boca del qual sorgia la broca.
Al llarg del carrer de Giralt i Subirós, dins de la mateixa parcel·la d'aquesta casa, hi ha un seguit de construccions dels segles xviii i xix amb portes i finestres amb emmarcaments de pedra.
Aquesta casa havia servit de caserna del sometent local durant el segle xix.